# Округ Вашингтон (Висконсин)
Округ Вашингтон (енгл. Washington County) је округ у америчкој савезној држави Висконсин.

## Демографија
По попису из 2010. године број становника је 131.887, што је 14.394 (12,3%) становника више него 2000. године.
| Група             | 2000.           | 2010.           |
| Белци             | 113.870 (96,9%) | 124.348 (94,3%) |
| Афроамериканци    | 465 (0,4%)      | 1.155 (0,9%)    |
| Азијати           | 674 (0,6%)      | 1.415 (1,1%)    |
| Хиспаноамериканци | 1.529 (1,3%)    | 3.385 (2,6%)    |
| Укупно            | 117.493         | 131.887         |